# 핫토리 도시히로
핫토리 도시히로(일본어: 服部 年宏, 1973년 9월 23일, 시즈오카시 ~ )는 일본의 전 축구 선수로, 포지션은 수비수였다.

## 경력
핫토리는 1994년 주빌로 이와타에 연습생으로 참가해, 그대로 프로 선수 생활을 시작하였다. 다음 해 왼쪽 사이드백 및 윙백으로 주전 자리를 차지하였고, 1996년 하계 올림픽에 일본 대표로 출전해 브라질의 주니뉴 파울리스타를 마크하는 역할을 맡았다. 그 후 주빌로 이와타에서 1999년 나나미 히로시가 FBC 우니오네 베네치아 (FBC Unione Venezia) 로 이적하자, 핫토리가 그 자리를 대신하였다.
일본 대표로 1998년 FIFA 월드컵, 2002년 FIFA 월드컵에도 출전했으며, 1996년부터 2003년까지 44경기에서 2골을 넣었다. 지쿠의 일본 대표팀 감독 부임 이후에는 대표팀과 거리가 멀어졌다. 2006년 주빌로 이와타를 떠나, 도쿄 베르디로 이적하였다. 2007년 출장 정지 처분을 당한 한 경기를 제외하고, 47경기에 스타팅 멤버로 풀타임 출장하였고, 15 도움을 기록해 팀의 J리그 승격에 기여하였다.
2008년 팀의 주장으로 임명되고, 주전 선수로 기용되었다. 하지만, 클럽의 경영 악화로 한 때 팀을 떠난다고 발표되었고, 루이 라모스와 다카기 다쿠야 신 (新) 감독의 의향에 따라 도쿄 베르디와 재계약을 맺었다. 2009년도 변함없이 주전으로 기용되었지만, 지배회사 교체에 의한 경영 규모 축소의 영향으로 팀을 떠났고, 2010년 J리그 준가맹 클럽 가이나레 돗토리로 이적하였다.

## 통계
| 일본 | 일본 | 일본 |
| 연도 | 출전 | 득점 |
| ---- | ---- | ---- |
| 1996 | 1    | 0    |
| 1997 | 1    | 0    |
| 1998 | 5    | 0    |
| 1999 | 5    | 0    |
| 2000 | 12   | 1    |
| 2001 | 11   | 1    |
| 2002 | 5    | 0    |
| 2003 | 4    | 0    |
| 통산 | 44   | 2    |